# Groß St. Arnold (Arnoldsweiler)

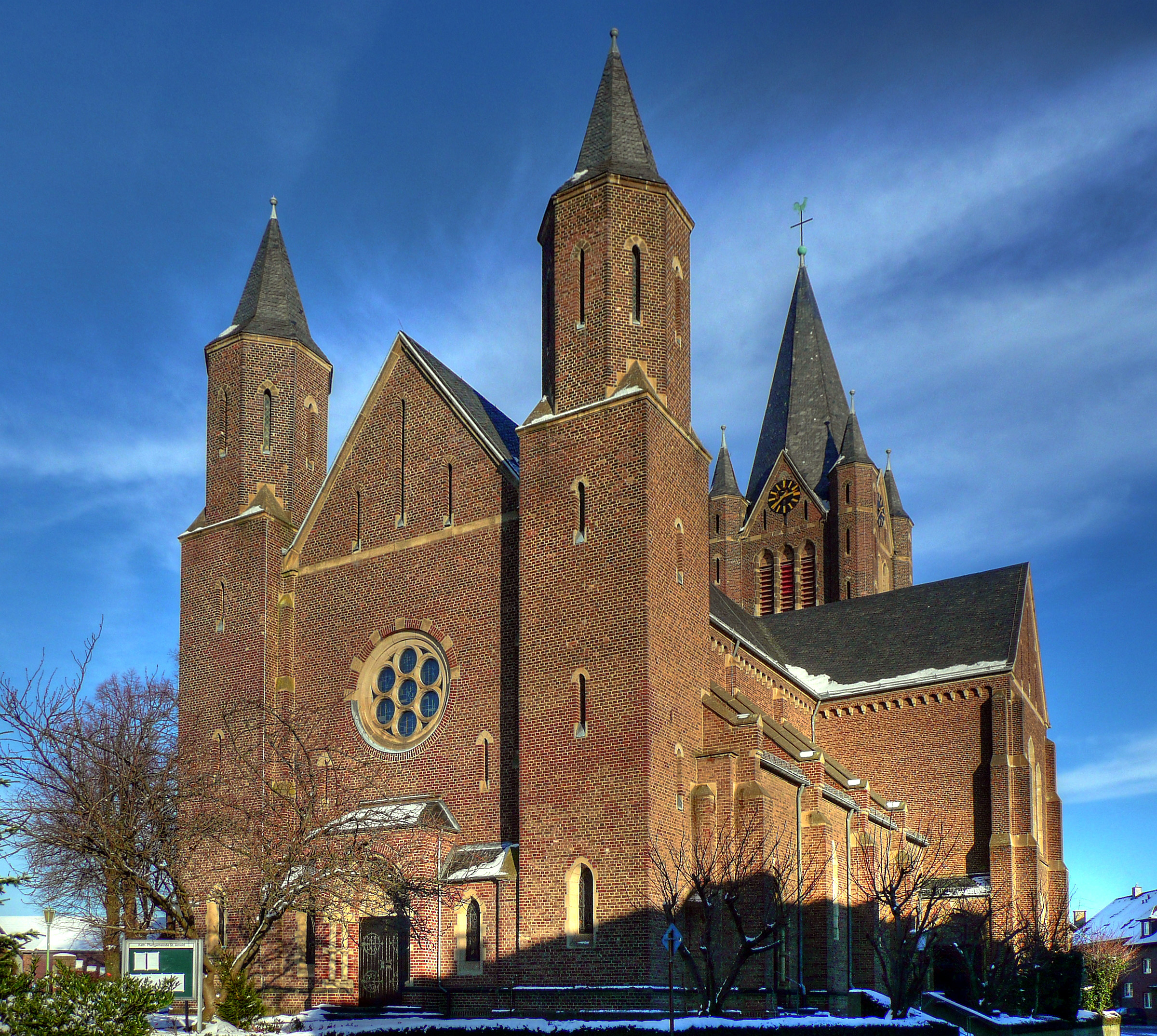
Groß St. Arnold in Arnoldsweiler

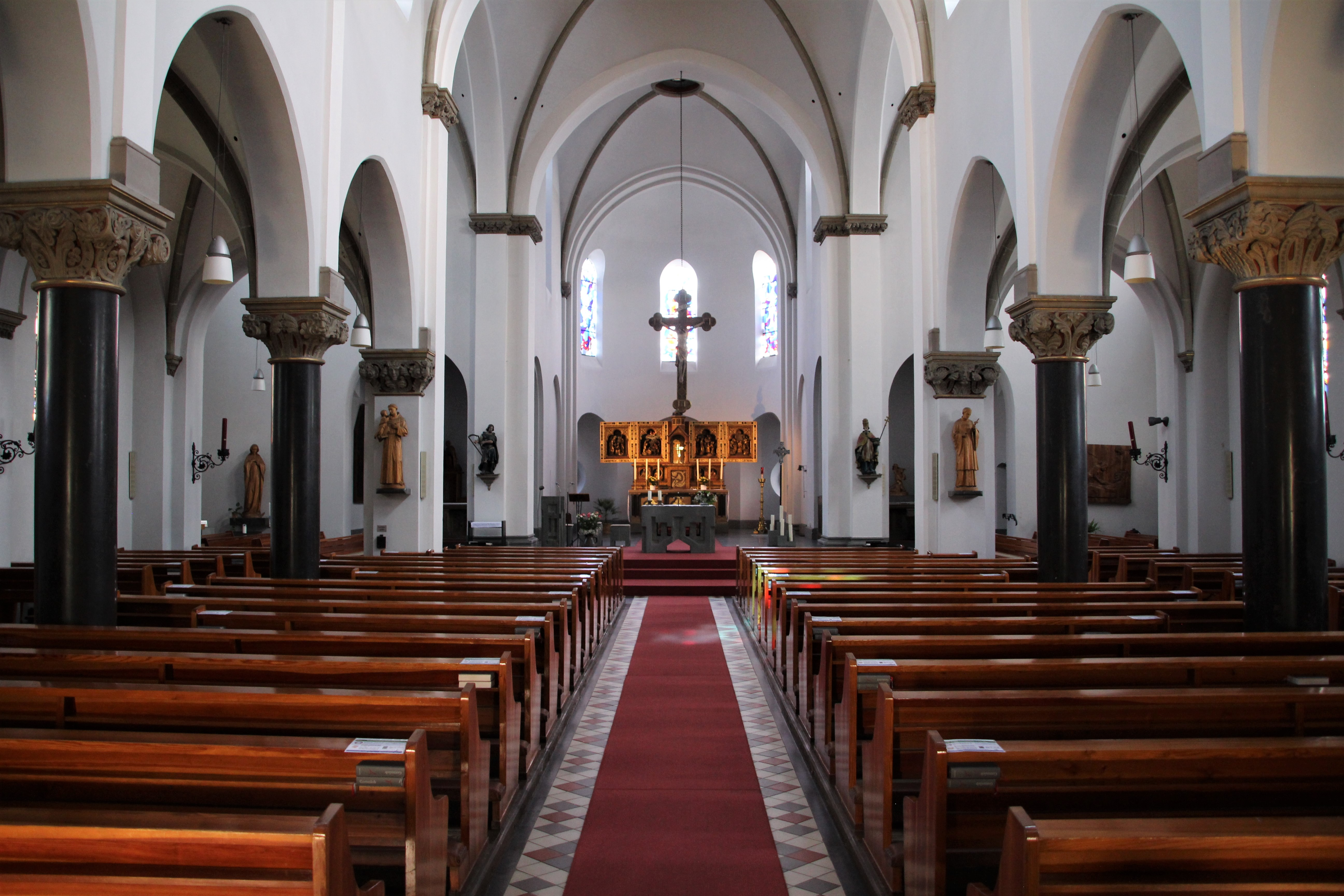
Innenraum 2021

Groß St. Arnold ist eine römisch-katholische Pfarr- und Wallfahrtskirche in Arnoldsweiler, einem Stadtteil von Düren im Kreis Düren in Nordrhein-Westfalen. Wegen der Größe und der drei Türme wird das Gotteshaus im Volksmund auch Dom der Dürener Lande genannt. Sie wurde zwischen 1899 und 1902 nach Plänen von Theodor Roß erbaut.
Die Kirche ist unter Nummer 13/2 in die Liste der Baudenkmäler in Düren eingetragen und steht unter dem Patronat des hl. Arnold von Arnoldsweiler.

## Lage
Das Kirchengebäude befindet sich in der Ortsmitte von Arnoldsweiler. Die Arnoldusstraße (L 257) führt als Achse direkt auf das Gotteshaus zu und weitet sich vor der Kirche zu einem Platz auf. An der Südseite führt die Rather Straße (L 257) vorbei und direkt im Norden steht die Alte Pfarrkirche sowie das Kriegerdenkmal.

## Geschichte
Arnoldsweiler ist eine alte Pfarrei. Eine Kirche wurde erstmals in einer Urkunde des Kölner Erzbischofs Hermann I. vom 11. August 922 genannt. Darin überlässt der Erzbischof dem St. Ursulastift in Köln die Kirche mit Fronhof (Salland) in Ginizwilere. Dabei handelt es sich um die Vorgängerkirche der heutigen Alten Pfarrkirche.
Im Jahr 1159 wird Arnoldsweiler erstmals in einer Urkunde vom 23. Mai als eigenständige Pfarre bezeichnet. Im Liber valoris aus dem Jahr 1308 wird die Pfarre im Dekanat Jülich im Erzbistum Köln aufgeführt. Schon damals war die Kirche dem Ortspatron Arnold von Arnoldsweiler geweiht. Durch die Auflösung des Kölner Erzbistums in der Franzosenzeit kam die Pfarre 1802 an das neu gegründete Bistum Aachen. Dieses wurde 1825 wieder aufgelöst und Arnoldsweiler kam wieder an das Erzbistum Köln zurück. Seit 1930 gehört der Ort wieder zum wiedergegründeten Bistum Aachen. Mit mehreren benachbarten Gemeinden bildet die Pfarre heute die Gemeinschaft der Gemeinden (GdG) St. Franziskus Düren-Nord.

## Baugeschichte
Da die Alte Pfarrkirche zu klein geworden war, sollte diese 1895 abgerissen werden. Bereits im Jahr 1893 war beschlossen worden, eine neue Kirche zu bauen. Das Kölner Generalvikariat und der Konservator der Rheinprovinz, Paul Clemen, setzten sich für einen Erhalt der alten Kirche ein. Um Platz für das neue Gotteshaus zu schaffen, wurde stattdessen das Pfarrhaus abgerissen.
Der Kölner Architekt Theodor Roß, der im Kreis Düren bereits die Kirchen in Eschweiler über Feld und Merzenich geplant hatte, bekam den Auftrag zur Planung einer neuen Pfarrkirche auf dem Platz von Pfarrhaus und Pfarrgarten südlich neben der Alten Pfarrkirche. Im Jahr 1899 begann man mit dem Bau der Neuen Pfarrkirche. Der Grundstein wurde am 8. Oktober 1899 durch den Dürener Dechanten und Oberpfarrer von St. Anna, Otto Josef Lohmann gelegt. Mitte des Jahres 1902 war die neue Pfarrkirche fertiggestellt. Die feierliche Kirchweihe und Konsekration erfolgte am 15. Juni 1902 durch den damaligen Kölner Weihbischof und späteren Erzbischof Antonius Fischer. Zu dieser Zeremonie konnte die große Kirche nicht alle Gläubigen fassen. Neben dem Ortspfarrer Engelbert Valder waren zudem verschiedene Priester aus den Nachbarpfarreien erschienen und Weihbischof Fischer wurde vom Kölner Domkapitular Ludger Pingsmann und Domvikar Arnold Steffens begleitet.
Während des Zweiten Weltkriegs wurde die Pfarrkirche stark beschädigt. Das Vierungsgewölbe stürzte ein und die Außenwände waren von Einschusslöchern gezeichnet. Der notdürftige Wiederaufbau erfolgte in den 1950er Jahren und wurde mit der Renovierung des Innenraums 1959 abgeschlossen. Von 1964 bis 1966 wurde das Äußere grundlegend saniert. Ein Großteil der Natursteineinfassungen wurde erneuert, das Mauerwerk restauriert und die Dächer wieder mit Schiefer belegt, man hatte nach dem Krieg einfache Dachziegel verlegt. Zudem wurden die vier Tympanons über den Eingängen durch neue aus Sandstein, von Erika Vonhoff gestaltet, ersetzt.
Zwischen 1999 und 2000 wurde das Mauerwerk der beiden Westtürme und des Glockenturms ausgebessert und der Turmhelm saniert. Zusätzlich wurden neue Schallläden aus Holz in die Schalllöcher eingebaut sowie der Blitzschutz und die Schiefereindeckung überarbeitet. Die letzte Renovierung des Innenraums mit Erneuerung des weißen Innenanstrichs erfolgte Anfang des Jahres 2002.

## Baubeschreibung

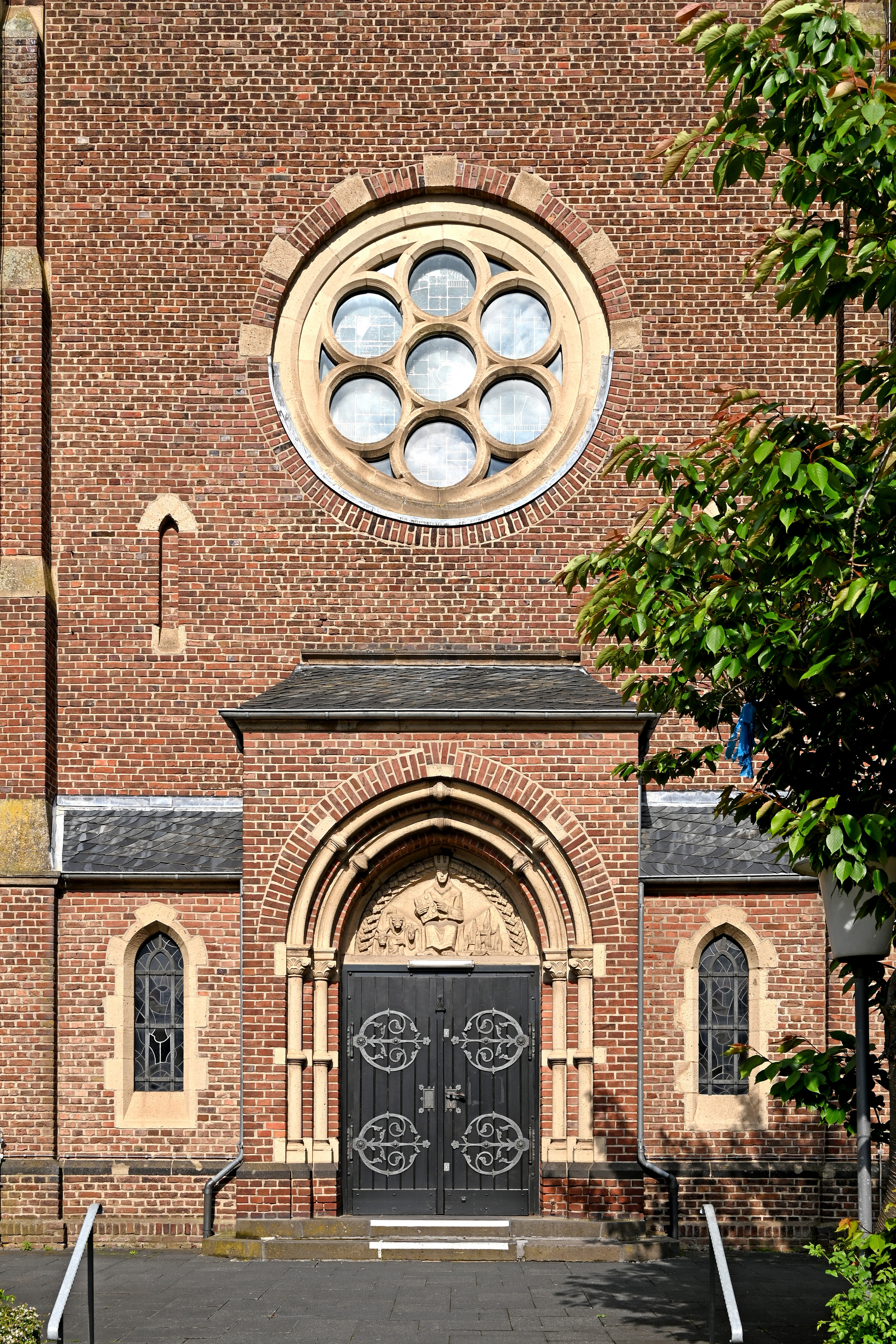
Hauptportal und Fensterrosette

Groß St. Arnold ist eine dreischiffige Kreuzbasilika aus Backsteinen im Baustil der Neuromanik. Der Westbau bildet den Abschluss der Kirche nach Westen hin. Hierzu gehören zwei 27 Meter hohe Türme, die den Seitenschiffen vorgebaut sind. Die beiden unteren Geschosse sind quadratisch, im Obergeschoss gehen sie in ein Achteck über. Der südliche Turm dient lediglich als Treppenaufgang zur Orgelempore, im nördlichen ist eine Wandlungsglocke aufgehängt. Im Mittelteil befindet sich das Hauptportal, welches etwas vorgelagert ist. Darüber ist eine Rosette. Im Inneren nimmt der Westbau die Orgelempore mit der Orgel auf.
An den Westbau schließt sich östlich bis zum Querschiff das dreischiffige und vierjochige Langhaus an. Das Mittelschiff besitzt die doppelte Breite der Seitenschiffe. Während die Fenster im Obergaden halbkreisförmig sind, sind die Fensteröffnungen in den Seitenschiffen spitzbogig, wie auch die Arkaden die durch polierte Säulen aus Granit getragen werden.
Das rechteckige Querschiff springt deutlich vom Langhaus vor und misst 25 Meter und besitzt die gleiche Höhe wie das Mittelschiff. Die Joche sind im Gegensatz zum Langhaus quadratisch. Nur die Nord- und die Südwand besitzen Fensteröffnungen. Im unteren Bereich befinden sich je zwei Rosetten und im oberen Bereich eine Art Drillingsfenster, wovon die seitlichen niedriger sind als das mittlere.
Im Osten schließt sich der Hauptchor und die beiden Nebenchöre an. Die Nebenchöre der Seitenschiffe besitzen ein Joch und schließen mit einer halbrunden fensterlosen Apsis. Der Hauptchor ist ebenfalls einjochig und nimmt die ganze Breite des Mittelschiffs ein. Er schließt ebenfalls mit einer halbrunden Apsis, die im unteren Bereich durch drei Konchen gegliedert ist und außen durch eine Zwerggalerie. Über dem Chorjoch erhebt sich der mächtige 47 Meter hohe dreigeschossige Chorturm. Als Vorbild diente der Glockenturm der Kölner Kirche Groß St. Martin. Der Turm besitzt vier achteckige Fialtürmchen und einen achtseitigen Turmhelm.
Die Pfarrkirche ist insgesamt 45 Meter lang. Der Innenraum wird von Kreuzrippengewölben überwölbt. Die Dächer sind komplett mit Schiefer eingedeckt. Den Gläubigen werden 600 Sitzplätze geboten.

## Ausstattung
Den Innenraum malte der Düsseldorfer Kirchenmaler Heinrich Nüttgens 1911 und 1913 im Nazarenerstil aus. Diese Bemalung wurde jedoch 1959 überstrichen und bis heute nicht wieder freigelegt. Nur das Porträt von Pfarrer Heinrich Sassen wurde nicht übertüncht. Weiterhin sind zwei Mosaiken von Friedrich Stummel aus Kevelaer von 1918 und 1919 erhalten. Den 1907 aufgestellten Hochaltar fertigte der Raerener Künstler Leonhard Mennicken nach einem Entwurf von Theodor Roß an.
Der Zelebrationsaltar wurde von der Aachener Bildhauerin Erika Vonhoff aus Anröchter Dolomit geschaffen und zur Eröffnung der Arnoldusoktav am 10. Juli 1971 durch den Aachener Weihbischof Gerd Dicke geweiht. In den Altar wurden Reliquien des hl. Arnold und des hl. Papst Urban I. gelegt. Vonhoff schuf zugleich das neue Ambo, ein Vortragekreuz und einen passenden Kerzenständer sowie die Priestersitze. Die Tympana über den vier Eingängen schuf ebenfalls Erika Vonhoff. Die Buntglasfenster entwarf in den 1960er Jahren Johannes Beeck aus Hinsbeck und wurden von der Firma Rudolf Maur in Ahrweiler angefertigt und eingesetzt. Die Fenster stehen unter dem Thema: Der Kampf des Lichtes gegen die Finsternis und der Sieg über die Nacht.
Die acht Apostel-Leuchter in den beiden Seitenschiffen stammen aus der Kirche St. Pankratius in Altdorf, welche in den 1990er Jahren dem Tagebau Inden zum Opfer fiel, die 14 Kreuzwegstationen aus dem Jahr 1895 stammen aus der Herz-Jesu-Kirche in Kuckum und befinden sich seit 2023 in der Pfarrkirche.

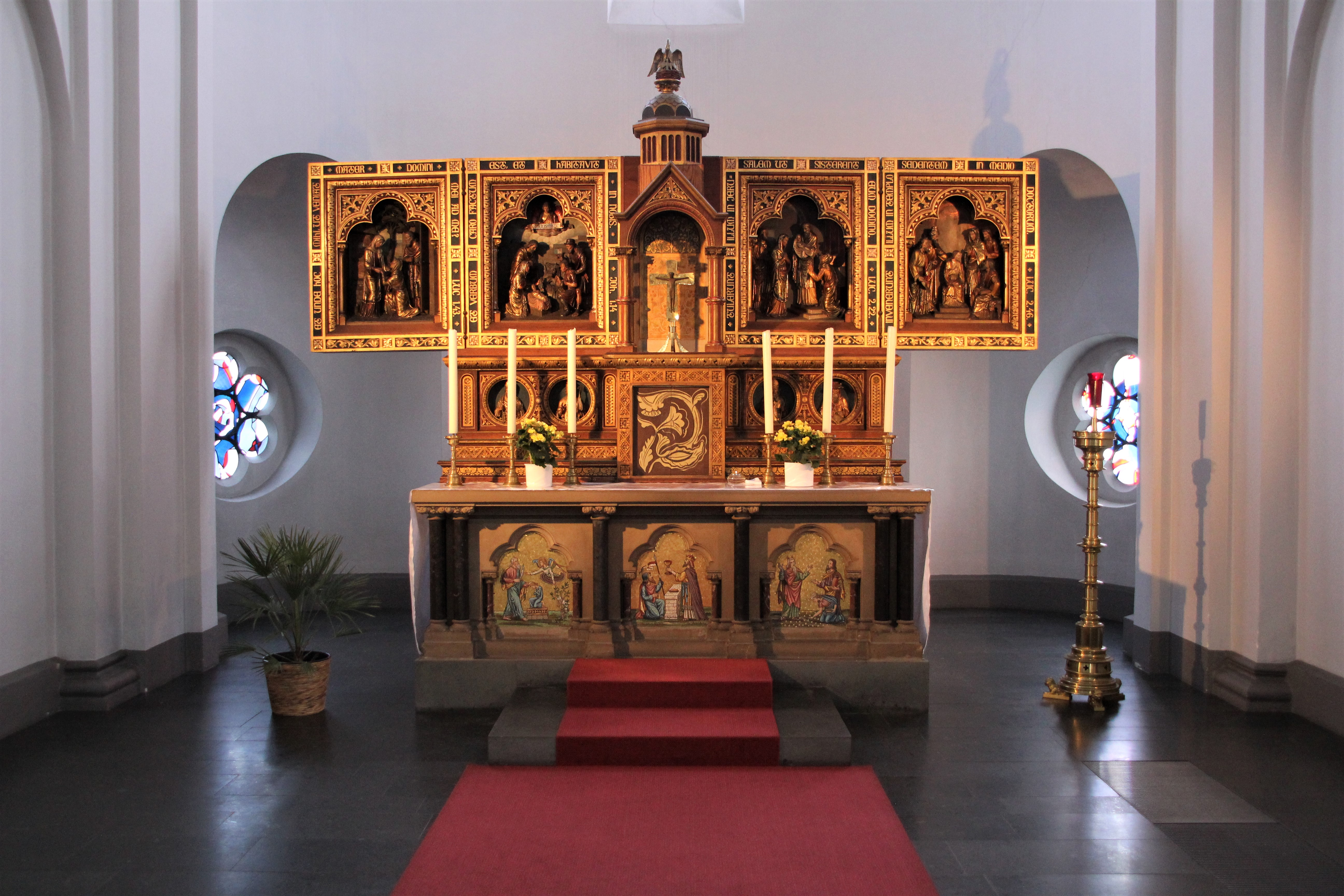
Hochaltar von 1902/07
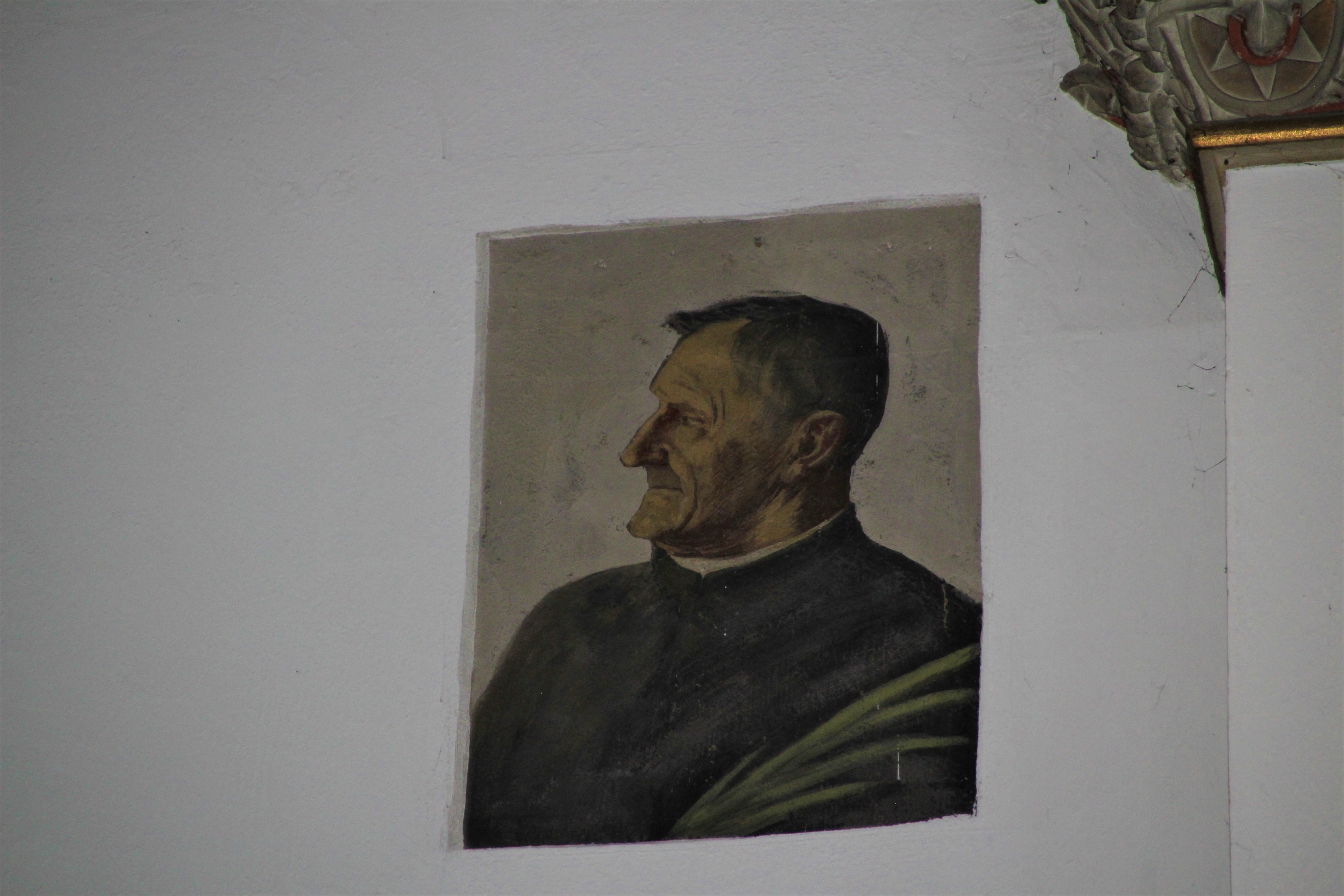
Pfr. Sassen, Ausmalungsrest von Heinrich Nüttgens
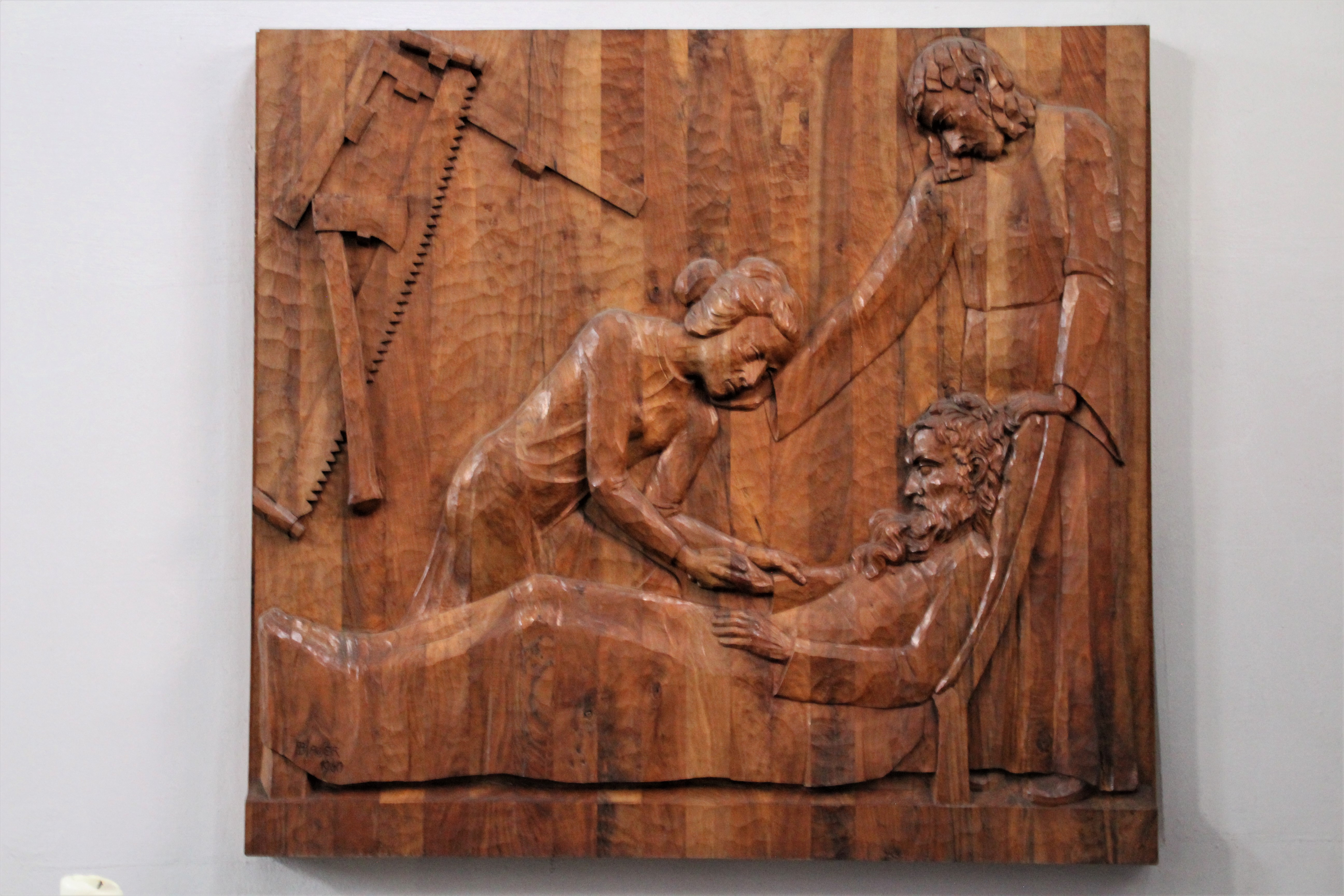
Grablegung des hl. Josef von Bruno Hauser (1960)
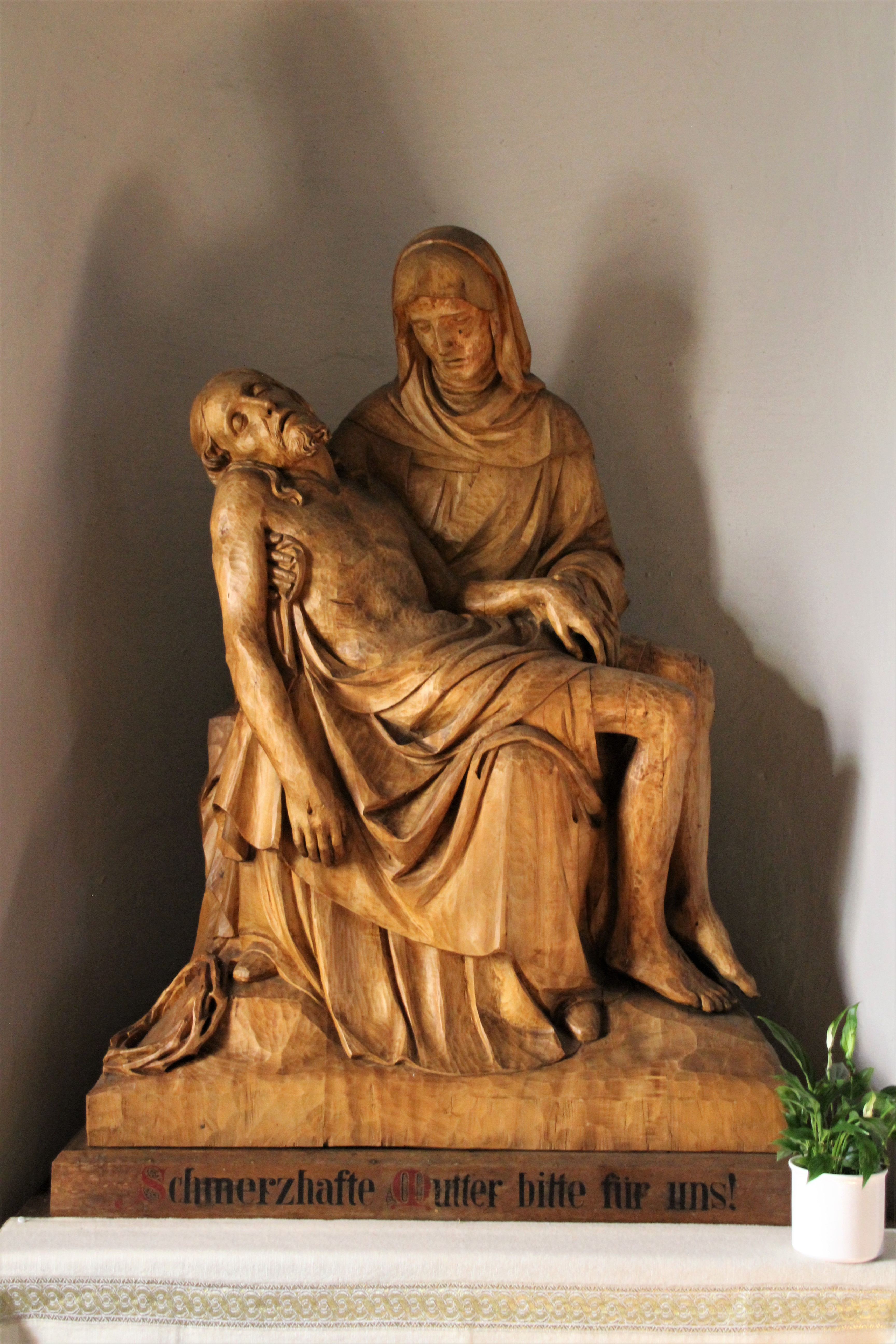
Pietà von Nikolaus Steinbach (1906)
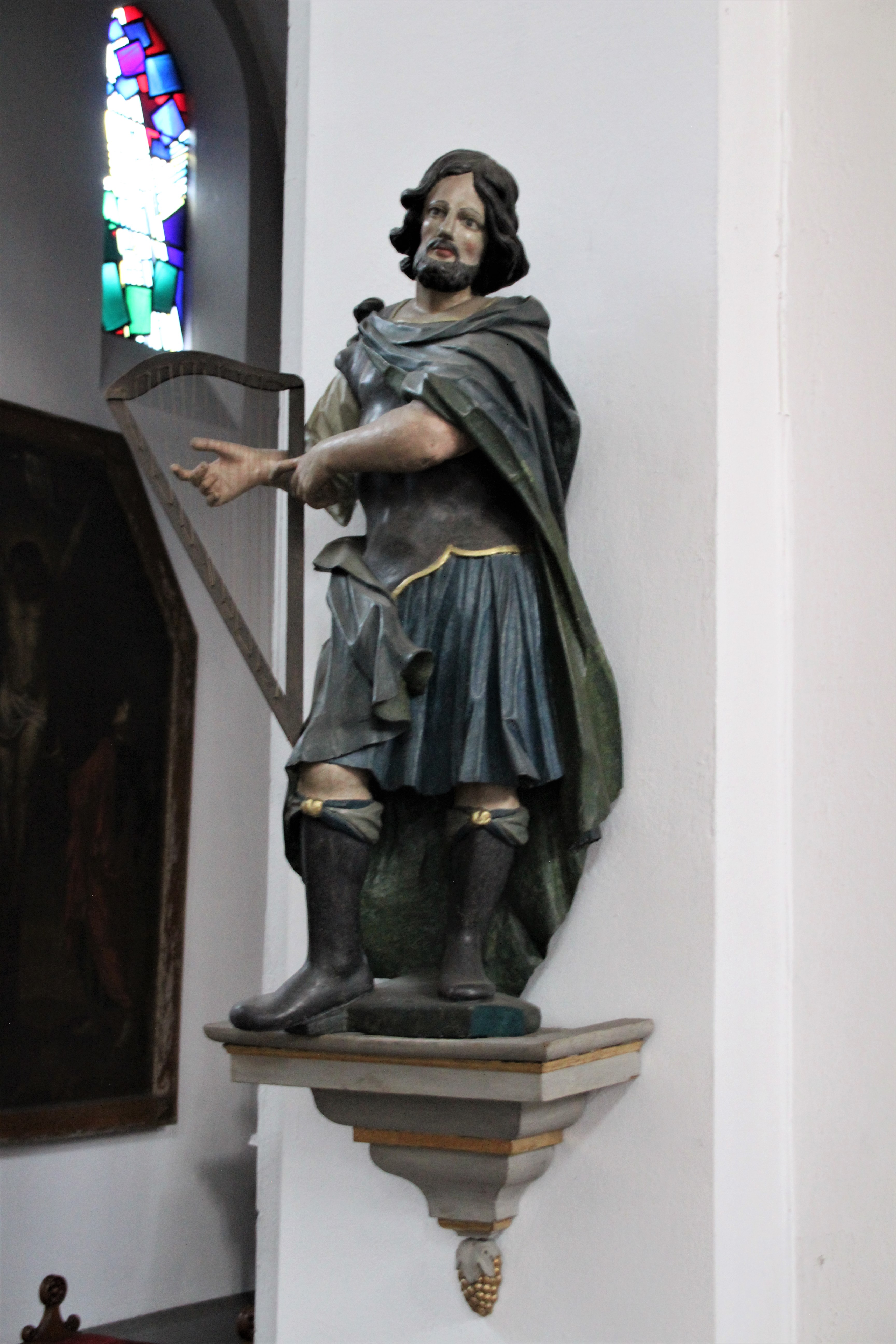
Hl. Arnoldus, 18. Jahrhundert
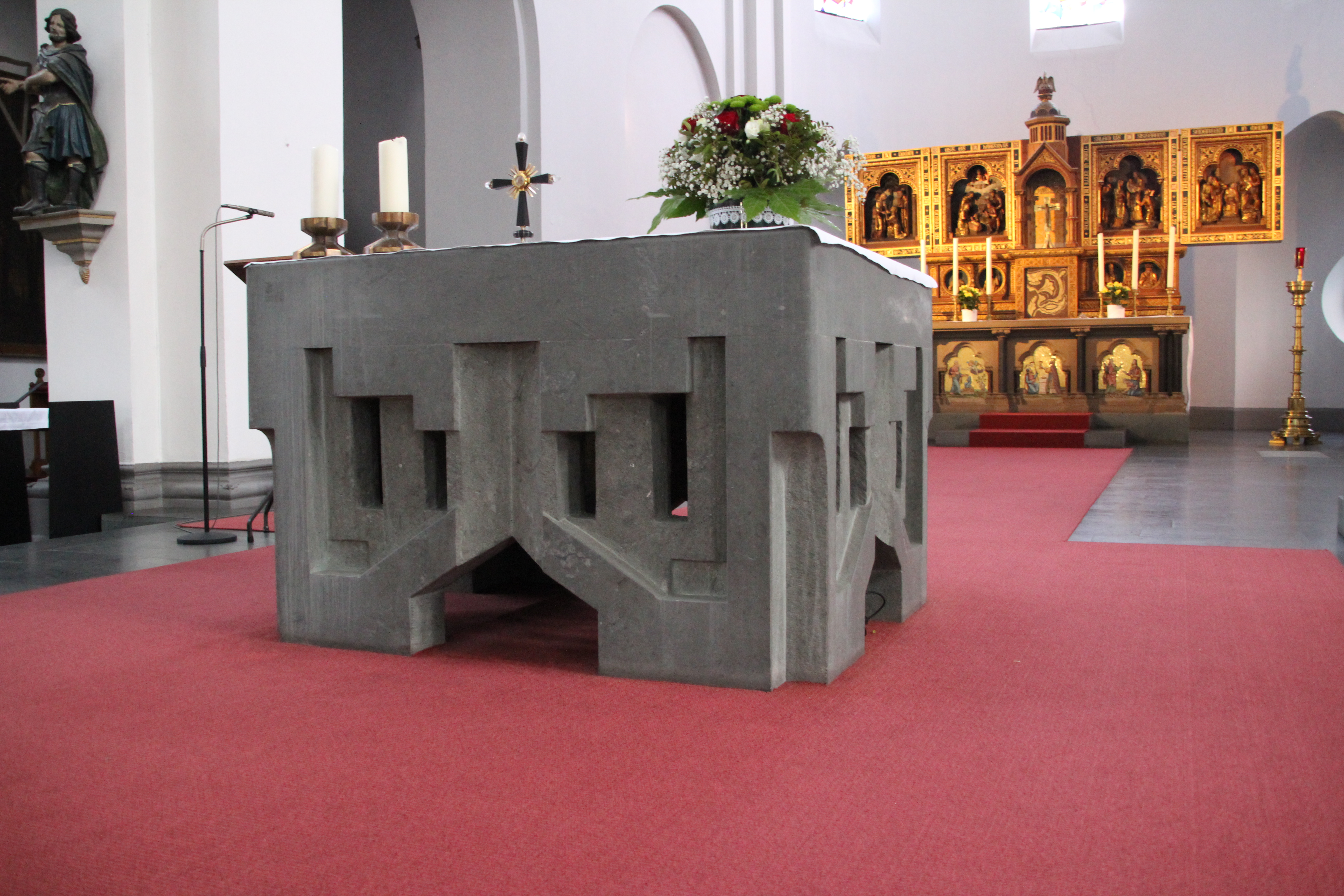
Altar von Erika Vonhoff (1971)
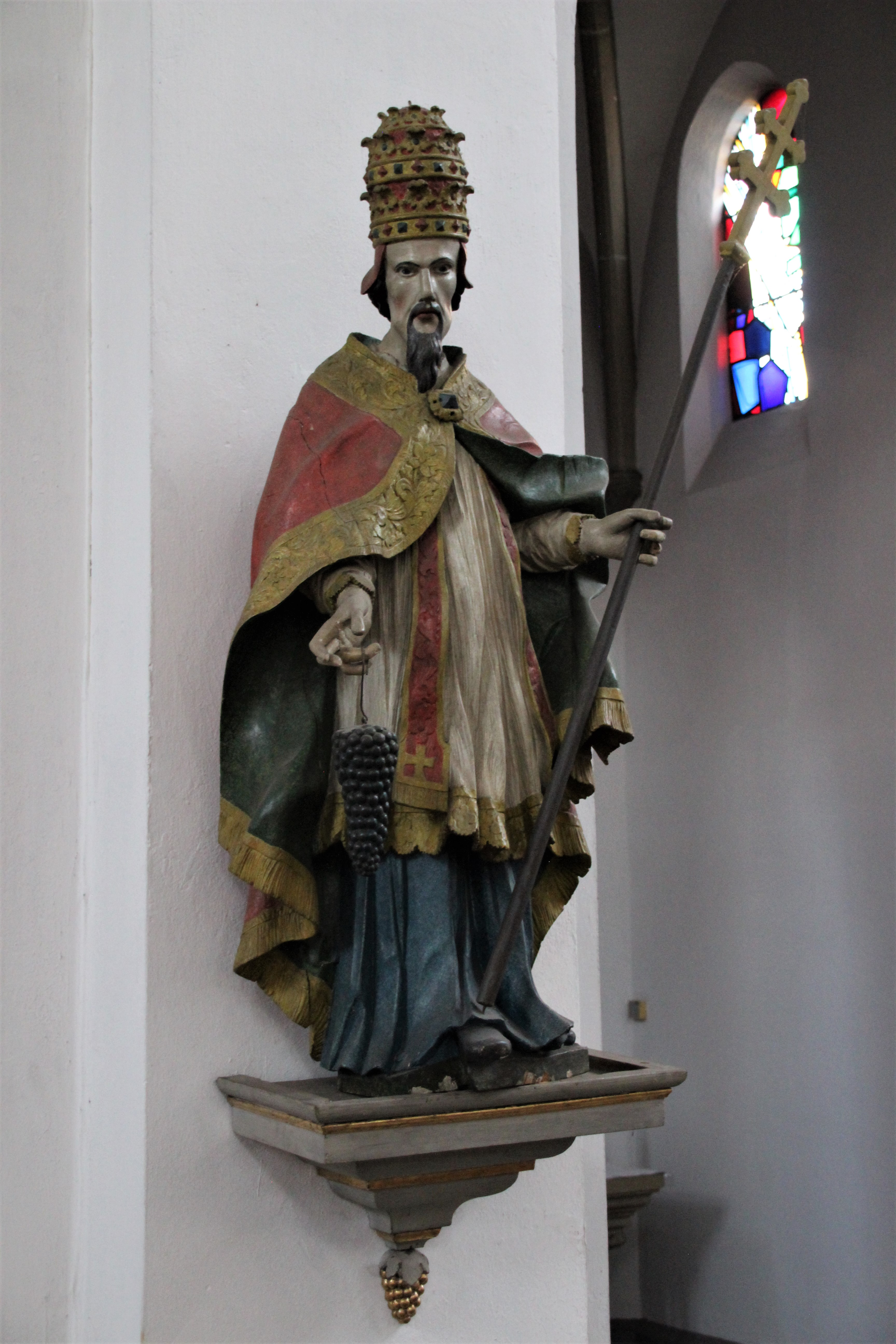
Hl. Urbanus, 18. Jahrhundert

## Orgel

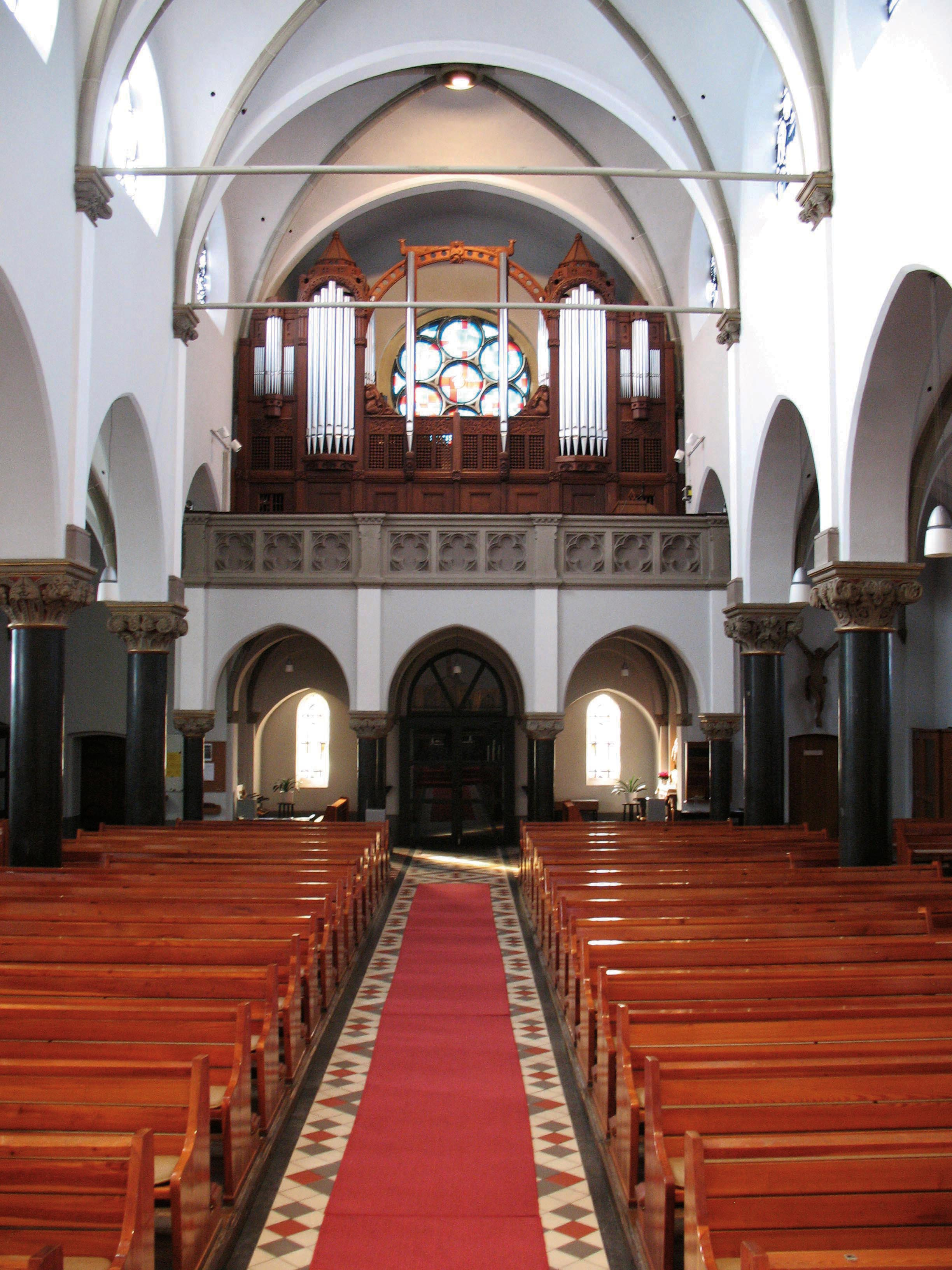
Klais-Orgel

Die elektro-pneumatische Orgel von Johannes Klais wurde 1914 als Teil einer größeren Orgel auf der Kölner Werkbundausstellung ausgestellt. 1915/16 wurde die Orgel in Groß St. Arnold aufgestellt. Den Orgelprospekt entwarf Heinrich Renard. Im Zweiten Weltkrieg wurde die Kirche und auch die Klais-Orgel beschädigt. Am 2. Mai 1954 konnte die Orgel nach Reparatur und Umbau wieder eingeweiht werden. Bei diesem Umbau wurde der Mittelteil des Prospektes entfernt, um mehr Platz für den Chor auf der Orgelempore zu gewinnen. Außerdem wurden einige Register ausgetauscht. Aus Quinte 2 2⁄3′ wurde Sifflöte 1 1⁄3′, aus Terz 1 3⁄5′ wurde Sesquialter 2f, aus Concertflöte 8′ wurde Scharff 3-4f und aus Horn 8′ wurde Schalmey 8′. Neben diesen Veränderungen in den Registern beider Manuale nahm man auch Änderungen der Register im Pedal vor. Diese Umbaumaßnahmen wurden durch die Orgelbaufirma Johannes Klais in Bonn durchgeführt.
In den 1990er Jahren wurde das Instrument desolat und man zog in Erwägung, eine ganz neue Orgel anzuschaffen. Jedoch sah man schnell die historische Bedeutung dieser Orgel und aufgrund der original Magneten von 1914 wurde die Orgel unter Denkmalschutz gestellt. Das Instrument wurde weitestgehend wieder in seinen Ursprungszustand zurückversetzt. Die Register, die 1954 ausgetauscht worden waren, wurden von der Firma Klais rekonstruiert, lediglich die Veränderungen im Pedal behielt man bei. Der Großteil der Register ist nach wie vor original von 1914 erhalten. Der 1954 entfernte Mittelteil des Prospektes wurde durch Karl-Heinz Müller rekonstruiert. Am 21. Dezember 1997 wurde die Orgel nach erfolgreicher Restaurierung erneut eingeweiht. Im Jahr 2019 wurde durch die Orgelbaufirma Klais das Register Untersatz 32' ergänzt. Für das Register mussten keine neue Pfeifen eingebaut werden, die tiefen Töne werden durch Kombinationstöne aus bestehenden Registern erzeugt. Das Instrument hat nachfolgende Disposition:
| I Hauptwerk C–g3 |                |     |
| 1.               | Bordun         | 16′ |
| 2.               | Principal      | 8′  |
| 3.               | Doppel-Gedackt | 8′  |
| 4.               | Flauto amabile | 8′  |
| 5.               | Dulciana       | 8′  |
| 6.               | Fugara         | 8′  |
| 7.               | Octave         | 4′  |
| 8.               | Rohrflöte      | 4′  |
| 9.               | Superoctave    | 2′  |
| 10.              | Mixtur IV      |     |
| 11.              | Cornett IV     |     |
| 12.              | Trompete       | 8′  |

| II Schwellwerk C–g4 |                  |        |
| 13.                 | Lieblich-Gedackt | 16′    |
| 14.                 | Flöten-Principal | 8′     |
| 15.                 | Quintatön        | 8′     |
| 16.                 | Concertflöte     | 8′     |
| 17.                 | Solo-Gamba       | 8′     |
| 18.                 | Aeoline          | 8′     |
| 19.                 | Vox coelestis    | 8′     |
| 20.                 | Praestant        | 4′     |
| 21.                 | Flauto traverso  | 4′     |
| 22.                 | Quintflöte       | 2 ⁄3′  |
| 23.                 | Flautino         | 2′     |
| 24.                 | Terz             | 1 3⁄5′ |
| 25.                 | Horn             | 8′     |

| Pedal C–f' |               |     |
| 26.        | Violon        | 16′ |
| 27.        | Subbass       | 16′ |
| 28.        | Zartbass      | 16′ |
| 29.        | Principalbass | 8′  |
| 30.        | Flötenbass    | 8′  |
| 31.        | Gedacktbass   | 8′  |
| 32.        | Choralbass    | 4′  |
| 33.        | Posaune       | 16′ |
| 34.        | Basstrompete  | 8′  |
| 35.        | Untersatz     | 32′ |

- Koppeln: I/II Sub, II/I, II/I Super, I/P, II/P, II/P Super
- Spielhilfen: Auslöser, Handregistratur, Freie Kombination, Piano, Mezzoforte, Forte, Tutti, Walze an, Zungen ab, Pedal I, Pedal II, Registerschweller, Jalousieschweller[22]

## Glocken
Im Glockenturm befinden sich vier Glocken aus Bronze von drei unterschiedlichen Gießern. Die fünf Vorgängerglocken mussten im Zweiten Weltkrieg für Rüstungszwecke abgegeben werden und wurden anschließend eingeschmolzen. Sie waren erst 1927 angeschafft worden und wurden von Werner Hüesker, Fa. Petit & Gebr. Edelbrock, in Gescher gegossen. Die Te Deum Glocke ist die älteste Glocke im Turm. Sie ist eine Leihgglocke aus der Pfarrkirche St. Nikolaus im ostpreußischen Sturmhübel (polnisch: Grzęda) und wurde 1805 umgegossen. Im Nordturm des Westbaus befindet sich noch eine kleinere Glocke aus 1903, sie dient als Wandlungsglocke und kann nur von Hand geläutet werden.
| Nr. | Name             | Gussjahr  | Gießer                                                       | Durchmesser (mm) | Gewicht (kg, ca.) | Schlagton (HT-1/16) | Inschrift |
| --- | ---------------- | --------- | ------------------------------------------------------------ | ---------------- | ----------------- | ------------------- | --- |
| 1   | Arnoldus         | 1958      | Josef Feldmann, Georg Marschel, Feldmann & Marschel, Münster | 1380             | 2000              | d′ +8               | HEILIGER ARNOLDUS, DURCH DEINEN TOD GNAD UNS GOTT IN LETZTER NOT. DER KRIEG 1939-1945 TÖTETE MICH, CHRISTL. GLAUBE UND CHRISTL. HOFFNUNG ERWECKTEN MICH, CHRISTL. LIEBE KÜNDE ICH, FELDMANN UND MARSCHEL GOSSEN MICH. 1958 |
| 2   | Maria Margarethe | 1953      | Hans Hüesker, Petit & Gebr. Edelbrock, Gescher               | 1200             | 1000              | e′ +4               | + MARIA MARGARETHE BIN ICH GENANNT. MARGARETHA CANZLER – FRIESDORF SCHENKTE MICH AN IHRE TAUFKIRCHE. 1953 |
| 3   | Te Deum          | 1681/1805 | Jakobus Sass, Königsberg                                     | 975              | 600               | fis′ −1             | TE DEUM LAUDAMUS. TE DEUM CONFITEMUR. R.D. CASPAR. KORSCH. PAR. STORMHUBL. IACOBUS SASS REGIOM.UM FUDIT ANO 1681. H. KIRCHEN VÄTER ANDREAS SCHIMAN, AUGUSTINUS SCHLEGEL, MARTINUS LENTZ, BARTHOLOM.US CINCK                |
| 4   | Johannes         | 1953      | Hans Hüesker, Petit & Gebr. Edelbrock, Gescher               | 990              | 500               | a′ +6               | + JOHANNES IST MEIN NAME. BIN DIE STIMME EINES RUFERS IN DER WÜSTE. BEREITET DEN WEG DES HERRN. EBEN MACHET SEINE PFADE. MARC. I. 3 1953                                                                                   |
| 5   | Maria            | 1903      | Franz Schilling, Apolda                                      | –                | –                 | e′′                 | SANCTA MARIA ORA PRO NOBIS – APOLDA 1903 |

Motiv: Freu dich, du Himmelskönigin

## Pfarrer
Folgende Priester waren bislang Pfarrer der Pfarrei St. Arnold/Arnoldsweiler:
| von – bis | Name                              |
| --------- | --------------------------------- |
| um 1168   | Godefrid                          |
| 1339– ?   | Friedrich                         |
| ? –1375   | Theodor von Ubach † 1418          |
| 1375– ?   | Heinrich Peghe                    |
| ? –1445   | Wilhelm von Urbach † 1445         |
| 1445–1464 | Johannes Sack † 1464              |
| 1464–1482 | Johannes Tzep de Lechenich † 1482 |
| 1482–1483 | Martin Gerlitz † 1483             |
| 1483–1504 | Wilhelm Hyntzen † 1504            |
| 1533–1545 | Tilman van Fleytien † 1545        |
| 1545–1554 | Eberhard Gesellschaft † 1564      |
| 1554–1578 | Wilhelm Gesellschaft † 1578       |
| 1578–1580 | Stefan Isaak † 1594               |
| 1580–1583 | Bertram Geich                     |
| 1605–1610 | Heinrich Stephani                 |
| 1623–1631 | Johannes Baumeister † 1631        |
| 1631–1673 | Wilhelm Rinius † 1673             |
| 1673–1706 | Arnold Weiler † 25. Juni 1706     |
| 1706–1728 | Peter Naas † 17. September 1728   |

| von – bis | Name                                              |
| --------- | ------------------------------------------------- |
| 1728–1738 | Wilhelm Otto Brinkman † 1738                      |
| 1738–1781 | Johann Theodor Mocken † 17.10.1781                |
| 1781–1809 | Johann Matthias Joseph Eicks † 22. Februar 1809   |
| 1809–1814 | Johann Theodor Pingen † 1840                      |
| 1814–1824 | Johann Gerhard Pohl † 29. Dezember 1824           |
| 1825–1848 | Peter Wilhelm Klein † 13. April 1848              |
| 1848–1863 | Karl Theodor Sommer † 18. Juli 1863               |
| 1863–1868 | Peter Joseph Ditscheid † 11. Januar 1868          |
| 1868–1880 | Simon Joseph Hessel † 13. Januar 1880             |
| 1880–1887 | Friedrich Schulte (Pfarrverwalter) † 09. Mai 1933 |
| 1887–1898 | Peter Gerhard Kleeff † 27. Dezember 1906          |
| 1898–1904 | Engelbert Valder † 13. November 1905              |
| 1904–1930 | Heinrich Sassen † 28. Dezember 1930               |
| 1931–1962 | Johannes Dautzenberg † 10. Oktober 1971           |
| 1962–1974 | Josef Wolff † 01. Juni 1983                       |
| 1974–1984 | Rudolf Wyrsch                                     |
| 1985–1987 | Pater Josef Lieth † 03. Dezember 2012             |
| 1988–2011 | Bernd Naphausen † 26. Oktober 2024                |
| Seit 2011 | Norbert Glasmacher                                |

## Arnolduswoche
Seit 1891 findet jedes Jahr in der Woche des 18. Juli die Arnolduswoche statt. Die Oktav wurde vom damaligen Arnoldsweiler Pfarrer Peter Gerhard Kleeff ins Leben gerufen. Zuvor wurde nur der 18. Juli, der Gedenktag des hl. Arnold, feierlich begangen und am Sonntag danach eine Sakramentale Prozession gehalten. Die Woche steht immer unter einem bestimmten Leitgedanken. Jährlich kommen auch Pilger aus der näheren Umgebung zum hl. Arnold nach Arnoldsweiler. Die Verehrung des hl. Arnold in Arnoldsweiler ist wesentlich älter als die Arnolduswoche. Urkundlich belegt ist sie bereits für das Jahr 1168.